# Neosphecia combusta
Neosphecia combusta är en fjärilsart som beskrevs av Le Cerf 1916. Neosphecia combusta ingår i släktet Neosphecia och familjen glasvingar. Inga underarter finns listade i Catalogue of Life.